# 長谷川濬
長谷川 濬（はせがわ しゅん、1906年7月4日 - 1973年12月16日）は、日本の詩人・作家・ロシア文学者。

## 生涯
父・清（後に淑夫に改名）と母・ユキの三男として函館市元町に生まれる。1925年、函館中学を卒業すると、兄海太郎の勧めもあって4年の間漁船に乗った。1932年、大阪外国語学校露語科を卒業し、満州国の新政府資政局自治指導部訓練所（後の大同学院）に入る。大同学院を一期生として卒業し、満州国外交部を経て、満州映画協会に勤務する。1938年、北村謙次朗や仲賢礼らと雑誌『満州浪曼』を発刊する。1941年3月1日、満映の映画人養成所を開業し、同年11月には株式会社満州電影総社を設立する。この頃、ニコライ・バイコフの「偉大なる王」を文藝春秋から翻訳する。終戦時、満州映画協会理事長の甘粕正彦の自殺場面を目撃した。
戦後は通訳などの仕事をしながら、同人誌に創作・詩・エッセイなどを投稿した。晩年は、神彰などともにドン・コサック合唱団を招いた。墓所は八王子市中央霊苑。

## 家族
- 長兄 - 作家の長谷川海太郎（筆名 牧逸馬＝林不忘＝谷譲次）
- 次兄 - 画家の長谷川潾二郎
- 末弟 - 作家の長谷川四郎

## 関連書籍
- 川崎賢子『彼等の昭和　長谷川海太郎・潾二郎・濬・四郎』（白水社、1994年）
- 大島幹雄『満州浪漫 長谷川濬が見た夢』（藤原書店、2012年）